# Experimento del neutrino
El experimento del neutrino, o experimento del neutrino de Cowan y Reines, fue realizado por Clyde Cowan y Frederick Reines en 1956. Este experimento confirma la existencia del antineutrino (una partícula subatómica de carga neutra y de masa casi nula).

## Historia
En los años 1930, a través del estudio de la desintegración beta, se sugirió la existencia de una tercera partícula, de masa cercana a 0 y con carga eléctrica nula, pero nunca fue observada.

## Potencial de experimento
En la desintegración beta inversa (IBD) la partícula predicha, el antineutrino electrónico ({\displaystyle {\bar {\nu }}_{e}}), debe interactuar con un protón para producir un neutrón y un positrón (la antimateria contraparte del electrón).

{\displaystyle {\bar {\nu }}_{e}+{\mbox{p}}\rightarrow {\mbox{n}}+{\mbox{e}}^{+}}

### En inglés
- Cowan and Reines Neutrino Experiment;
- Decay of the Neutron;
- Beta Decay;
- Electron Neutrinos and Antineutrinos.

- Datos: Q386377